# Gerhard Rießbeck

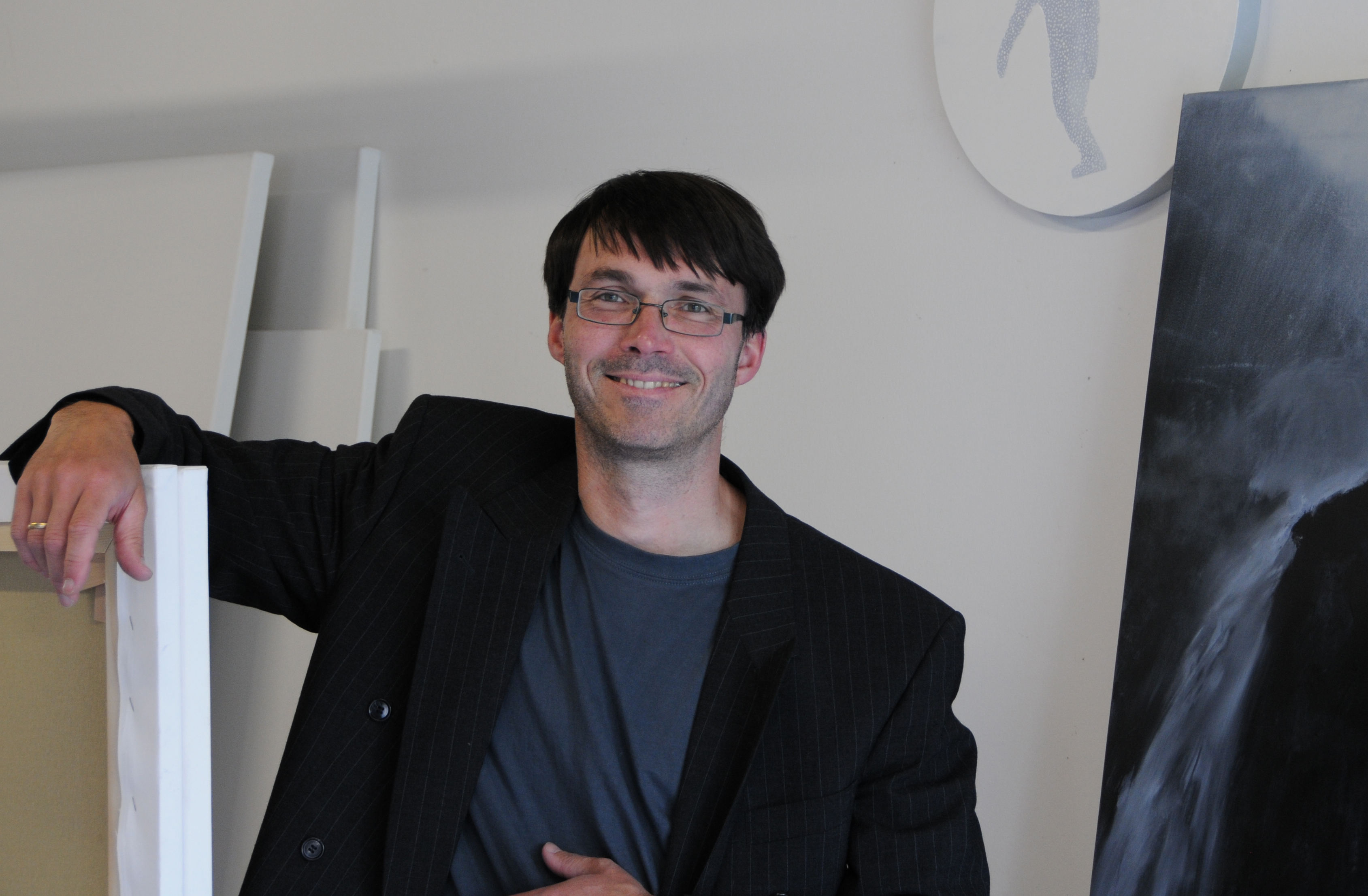
Gerhard Rießbeck in seinem Atelier in Bad Windsheim

Gerhard Rießbeck (* 30. September 1964 in Lichtenfels (Oberfranken)) ist ein deutscher Maler.

## Werdegang
Aus seiner Begeisterung für Wagneropern resultierten die anfänglichen Ambitionen Bühnenbildner zu werden. Erste Gemälde bedienten sich pathetisch-ironisierter Bühnenbildelemente. Doch dann studierte Gerhard Rießbeck von 1987 bis 1993 Freie Malerei an der Akademie der Bildenden Künste Nürnberg bei Werner Knaupp. Er wurde zum Meisterschüler ernannt und war bis 1999 als Assistent tätig. 1994 verbrachte er mit einem Stipendium des DAAD vier Monate in Island, ein Aufenthalt, der seine Begeisterung für die Hohen Breiten der Erde begründete. Seit damals beschäftigt sich Rießbeck mit den kalten Wüsten, später auch mit den Menschen, die sich in dieser Umgebung aufhalten. Weitere Reisen haben ihn nach Grönland, Norwegen, Schweden, Südamerika, in die Sahara und nach Kamtschatka geführt. Rießbeck lebt mit seiner Familie in Bad Windsheim, Mittelfranken.

## Werk

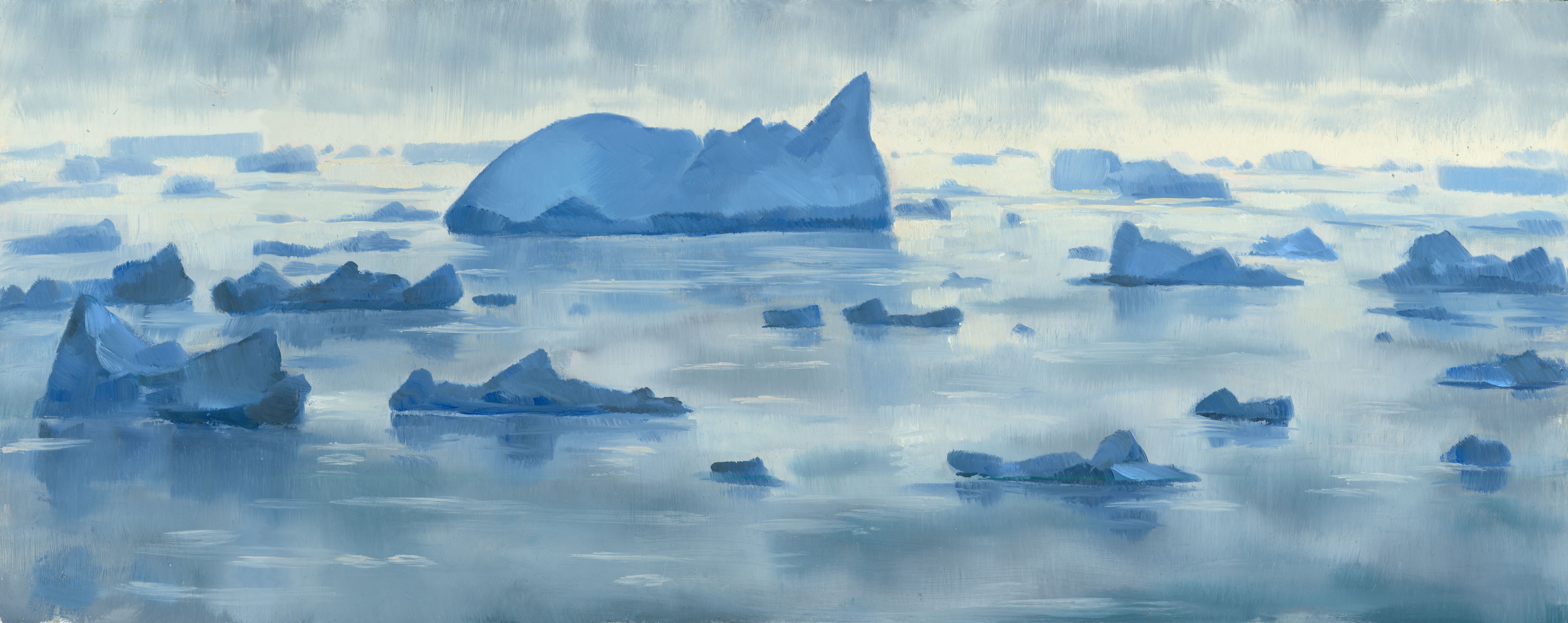
Der 16. März 2005 aus Rießbecks Tagebuch EISTAGE

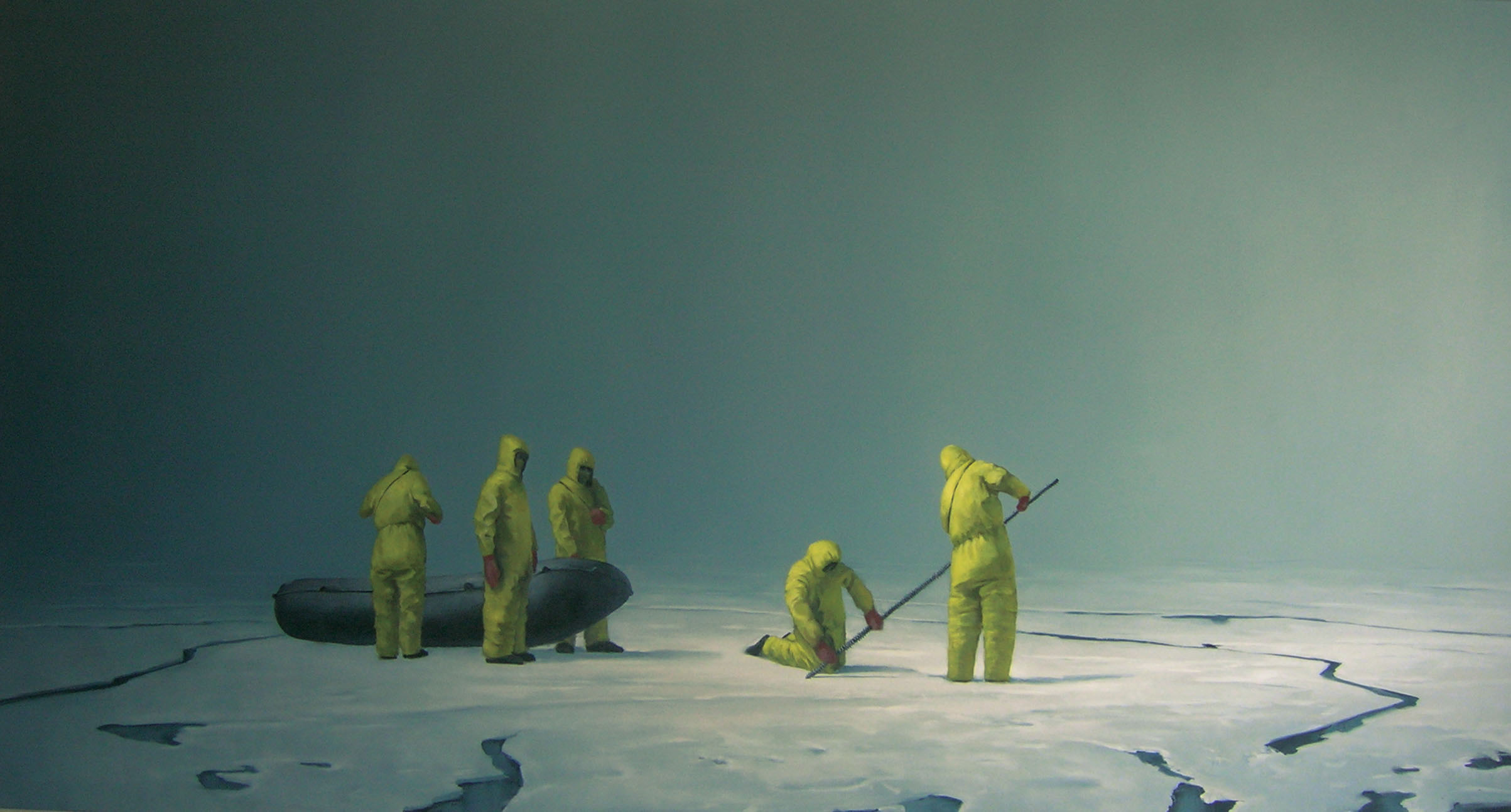
Eisarbeit (2006)

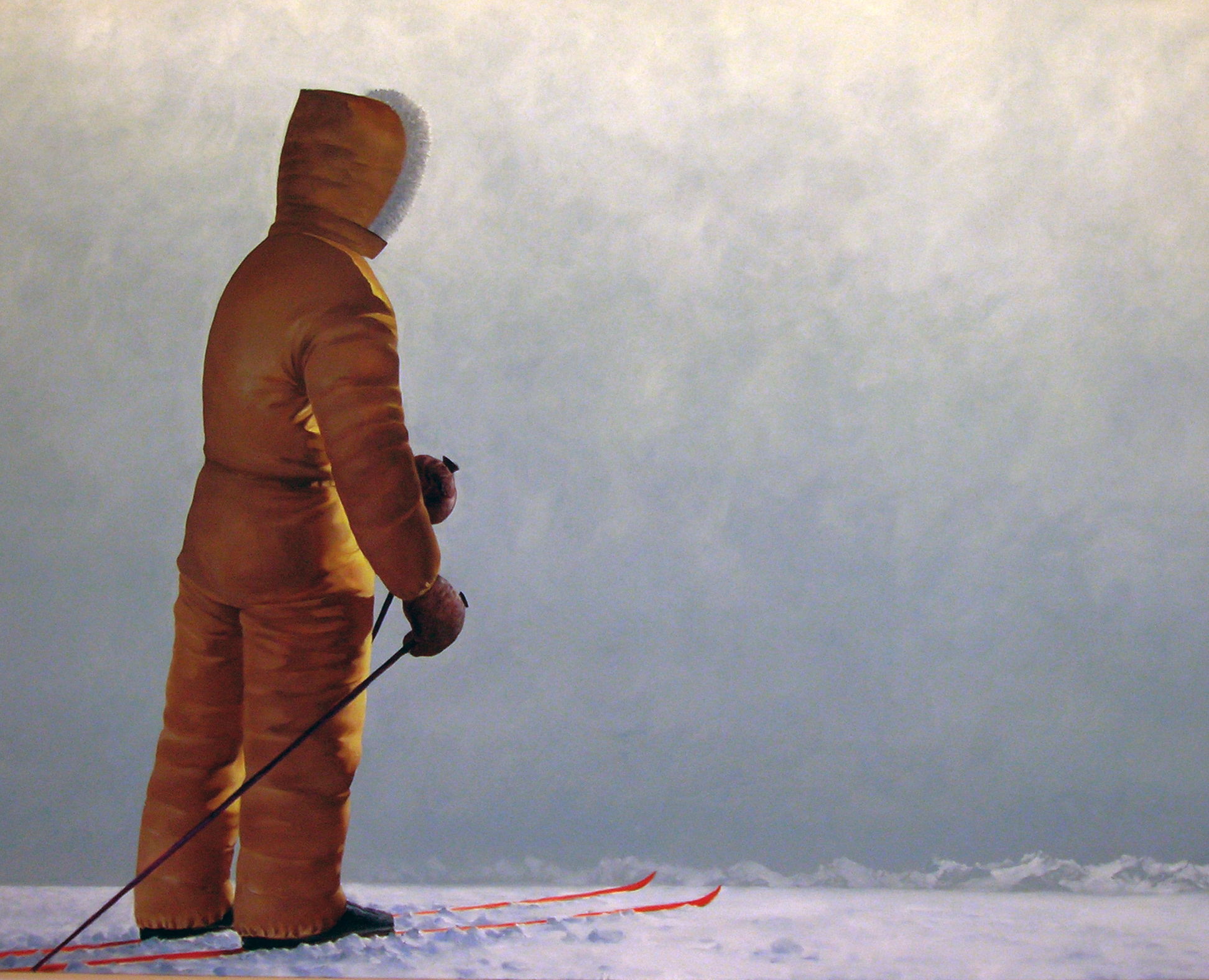
Forscher auf Skiern (2006)

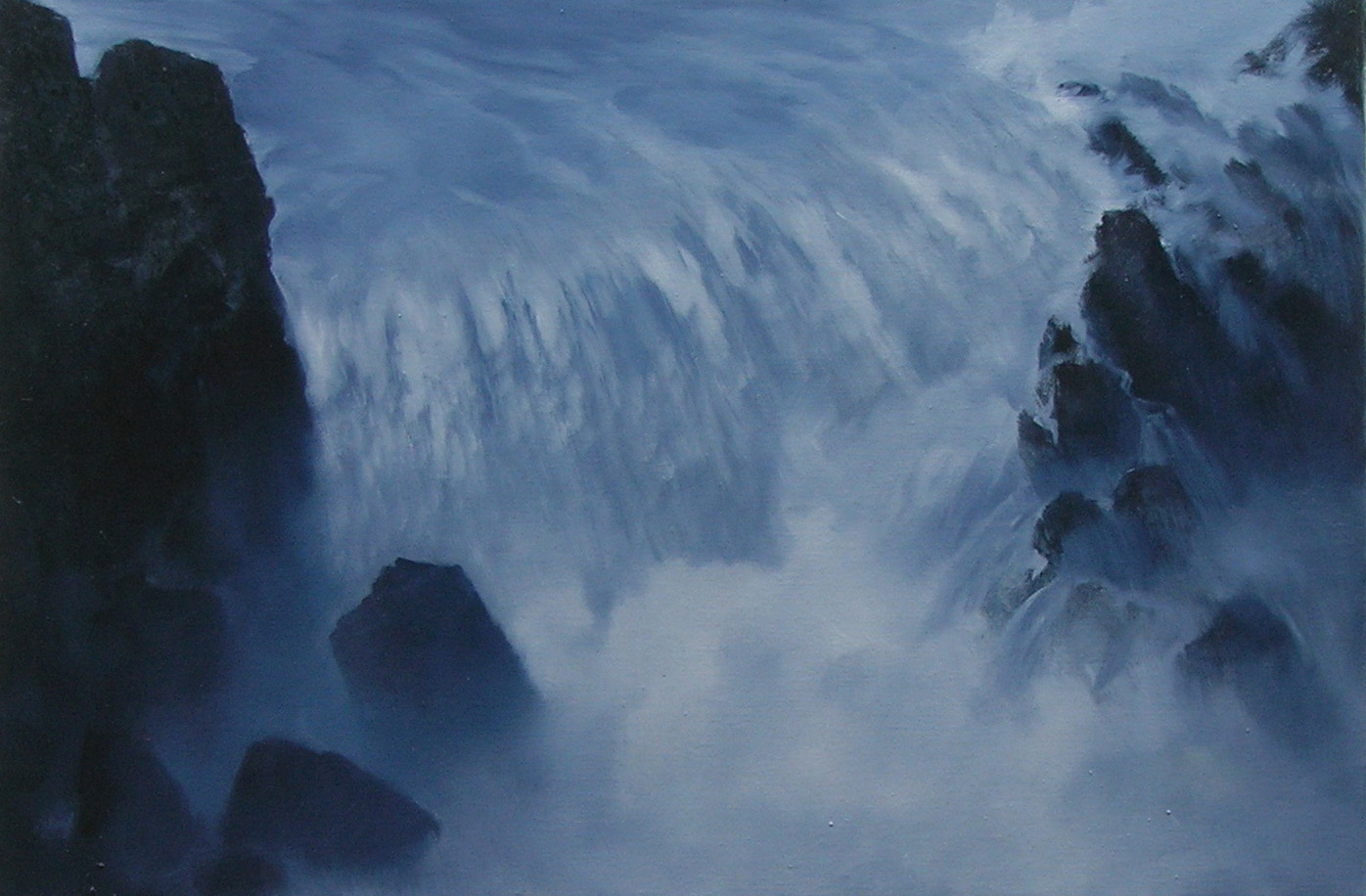
Stromschnelle (2007)

Rießbeck malt nie mit der Staffelei in der Natur. Er malt keine realistischen Landschaften, sondern konstruiert eher Landschaftsszenen im Atelier. Während seiner Aufenthalte in der Natur dokumentiert er diese in Skizzen, die später Grundlage für die großen Atelierbilder sind. Hier verhält sich Rießbeck ganz ähnlich, wie sein großes Vorbild Caspar David Friedrich. Auch wurde dessen Bild Das Eismeer zur Initialzündung für die Beschäftigung mit dem Medium Eis und Schnee (Zitat: Für mich DAS Bild).
Im Nordsommer 2001 begleitete Rießbeck als Expeditionsmaler auf dem Schiff Polarstern eine Arktisexpedition des Alfred-Wegener-Instituts. Im Südsommer 2005 wiederholte er die Expeditionsmalerei auf einer Antarktisexpedition ins Weddellmeer. In einem Zyklus von 77 Bildern (Öl auf Holz, 20 × 50 cm) dokumentierte er den Verlauf der Reise auf künstlerische Weise, ergänzt durch Tagebucheinträge (EISTAGE). Die Dokumentation spiegelt die Eindrücke des Künstlers in der einzigartigen polaren Landschaft wider – sie befasst sich nicht mit den wissenschaftlichen Arbeiten. Im Atelier entstanden später weitere Bilder in großen Formaten (bis 2 × 3 m), in denen zeitweise auch der Polarforscher zentraler Blickpunkt wird.

## Ausstellungen (Auswahl)
- 2007: Eistage, Kunstverein Aalen (11. März – 15. April)
- 2020: Altar-Installation "Das Haus des Künstlers" in der evangelischen St. Lukaskirche München (22. Februar – 9. März)[1]

## Preise
- 1992 Emporengestaltung der St.-Elisabeth-Kirche in Hohenberg/Eger (1. Preis)
- 1999 Kunstpreis der Nürnberger Nachrichten
- 2004 Sonderpreis des Verlegers der Nürnberger Nachrichten
- 2019 Kunstpreis der Evangelisch-Lutherischen Kirche in Bayern[2]
- 2019 Wilhelm-Morgner-Preis, Soest